# Tetratheca phoenix
Tetratheca phoenix är en tvåhjärtbladig växtart som beskrevs av R.Butcher. Tetratheca phoenix ingår i släktet Tetratheca och familjen Elaeocarpaceae. Inga underarter finns listade i Catalogue of Life.